# 博利紹伊島 (拉普捷夫海)
博利紹伊島（俄语：Большой），是俄羅斯的島嶼，位於十月革命島東南面的拉普捷夫海，屬於北地群島的一部分，由克拉斯諾亞爾斯克邊疆區負責管轄，長5.1公里、寬1.4公里，最高點海拔高度31米，島上無人居住。